# كريستيان روبن
كريستيان روبن (بالألمانية: Christian Ruben)‏ هو تربوي ورسام ألماني، ولد في 30 نوفمبر 1805 في ترير في ألمانيا، وتوفي في 9 يوليو 1875 في Inzersdorf (Vienna) ‏ في النمسا.